# Mesolithische kunst
Mesolithische kunst is kunst uit het mesolithicum, een periode  na het einde van de ijstijd, maar voor het begin van de voedselproductie. 
Grotkunst en beeldjes verdwenen blijkbaar een poosje. In ieder geval in Europa. Men maakte waarschijnlijk andere soorten kunst van vergankelijke materialen zoals hout. Maar archeologen hebben bewijs gevonden (huis- en dorppatronen in de grond) voor nederzettingen die werden volgens een patroon gebouwd. Men werd sendentairder, bleef het hele jaar door op één plek wonen. Men volgde de kudden dieren niet langer maar ging in een bepaald gebied meerdere bronnen intensiever benutten (hoewel dit niet hoefde te betekenen dat men minder liep). 

## Galerij

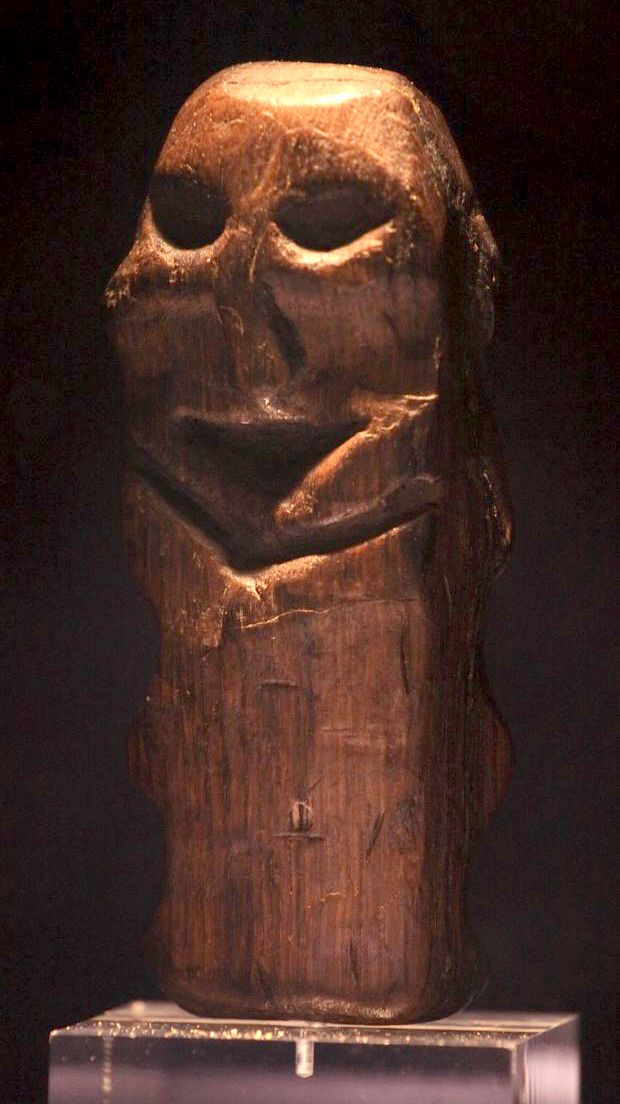
Mannetje van Willemstad
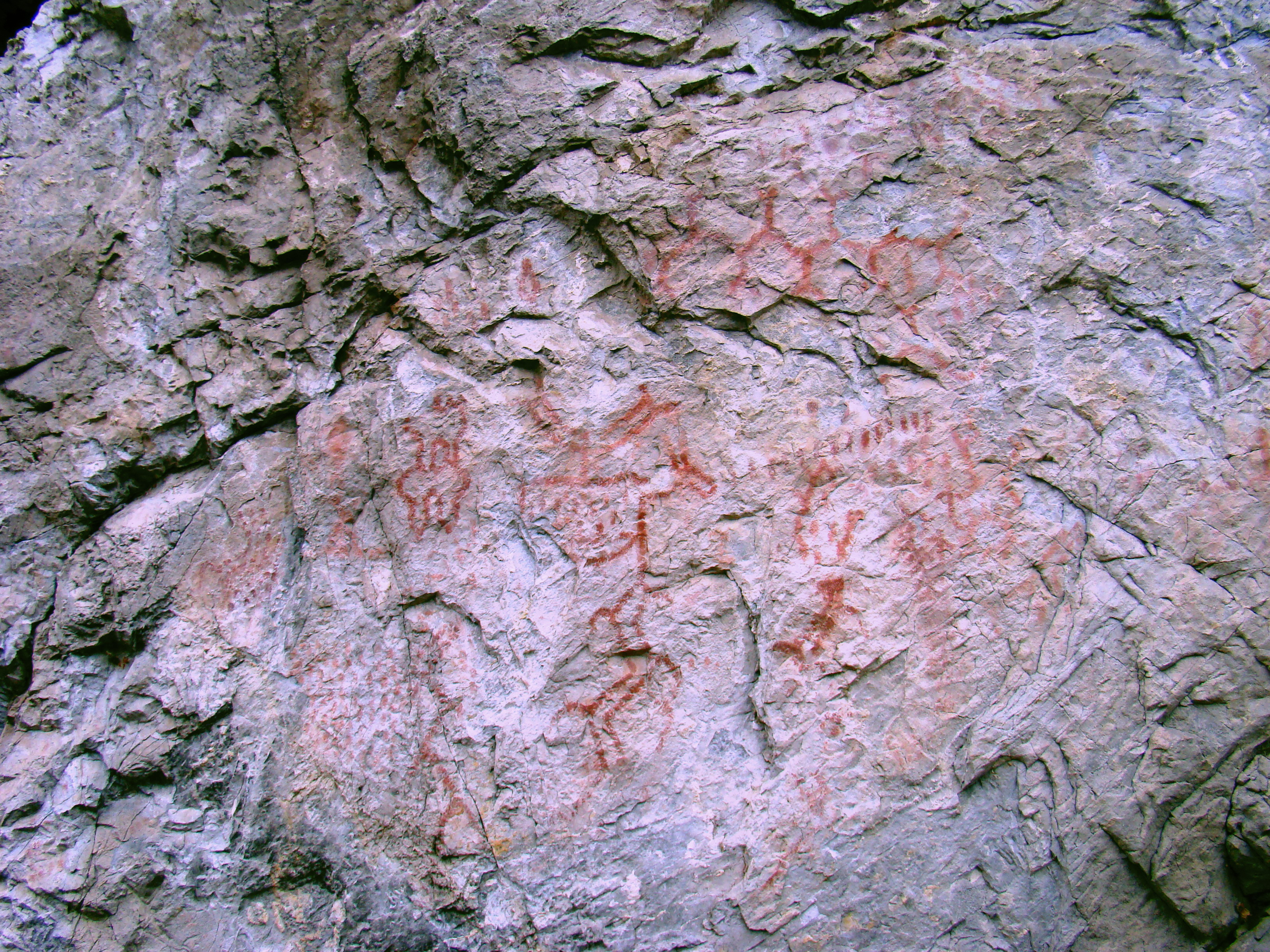
Rotstekening aan de Nejva
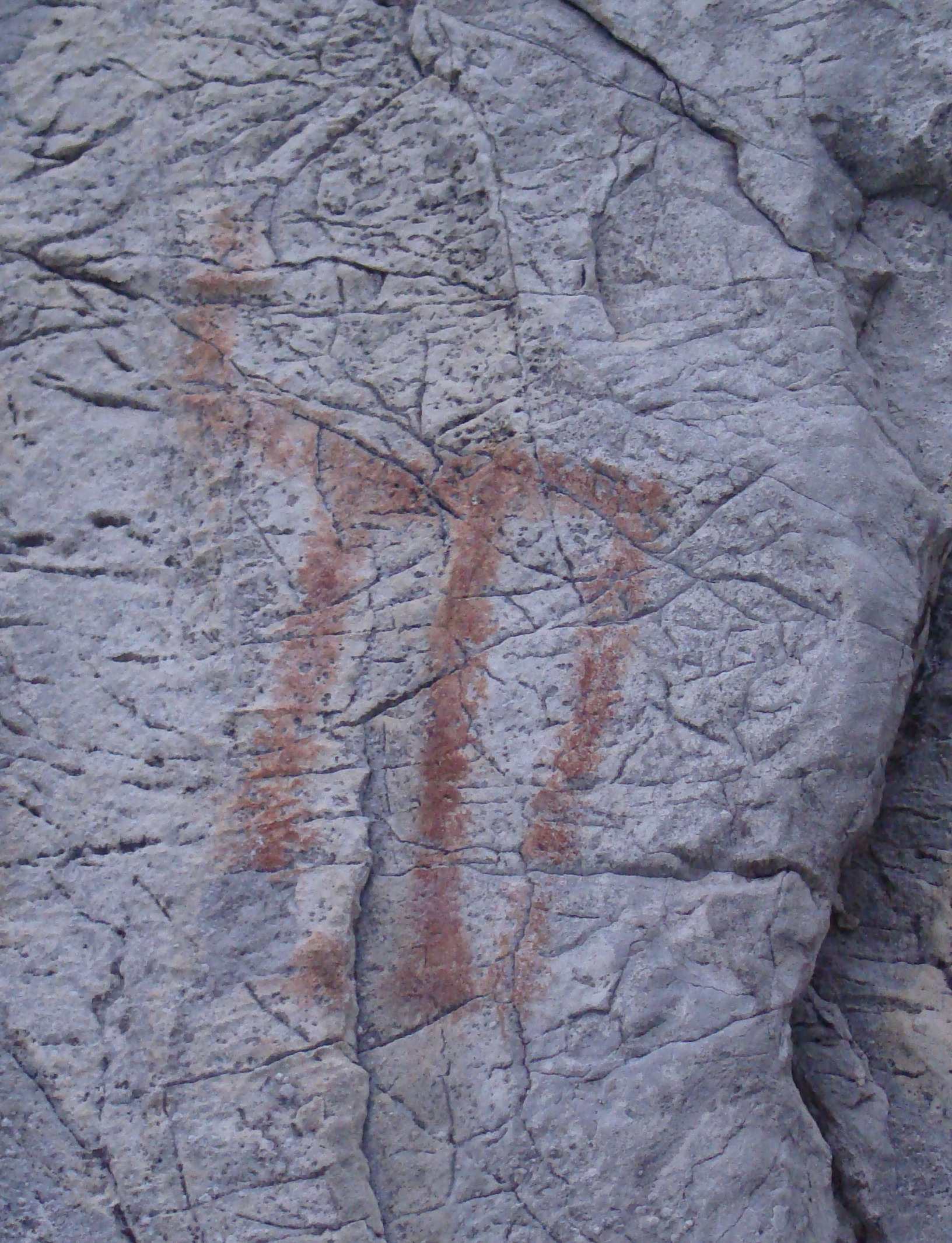
Nejva, Koptelov-rotsen
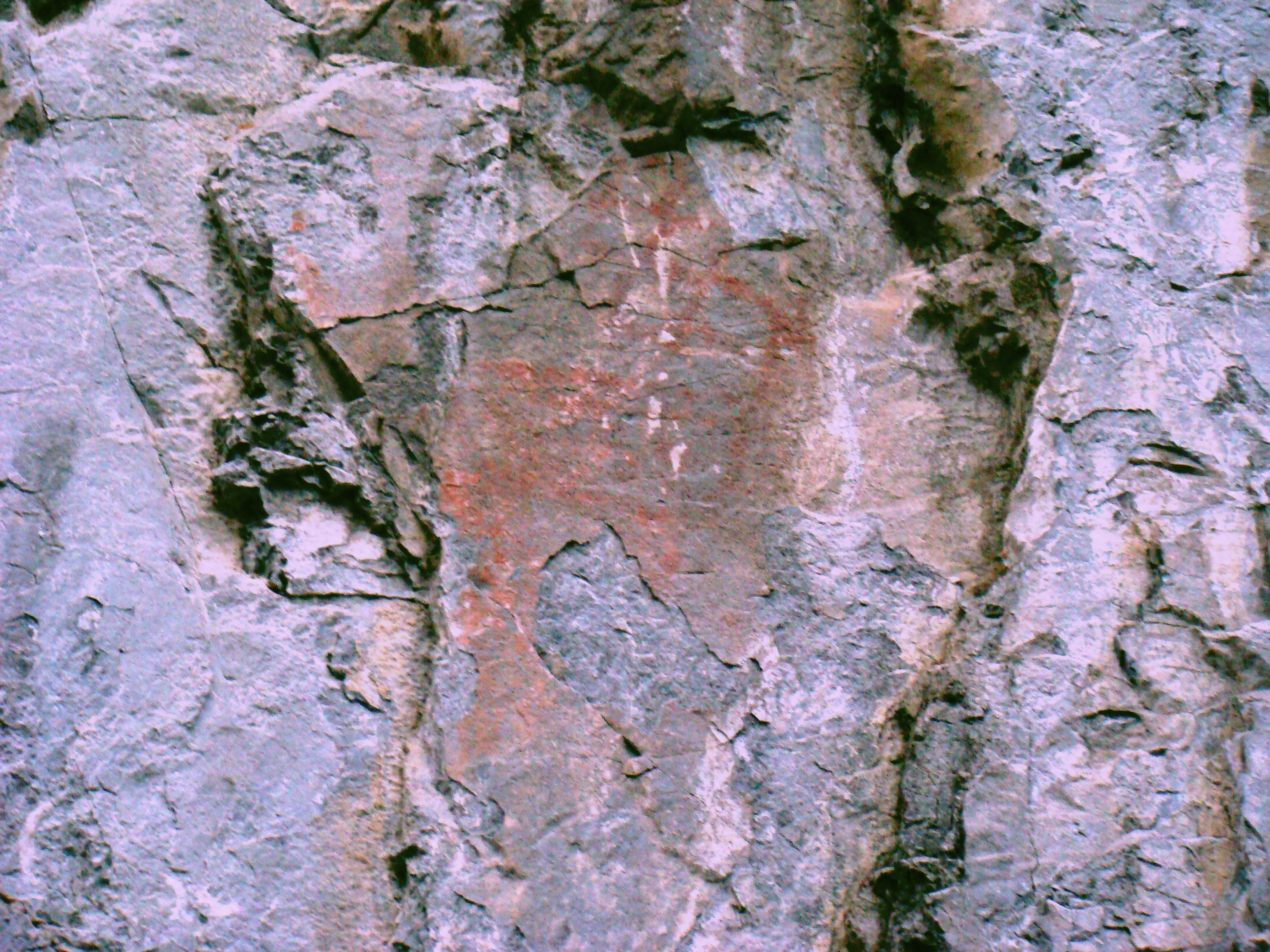
Hoefdieren en geometrische motieven, Nejva, Koptelov-rotsen
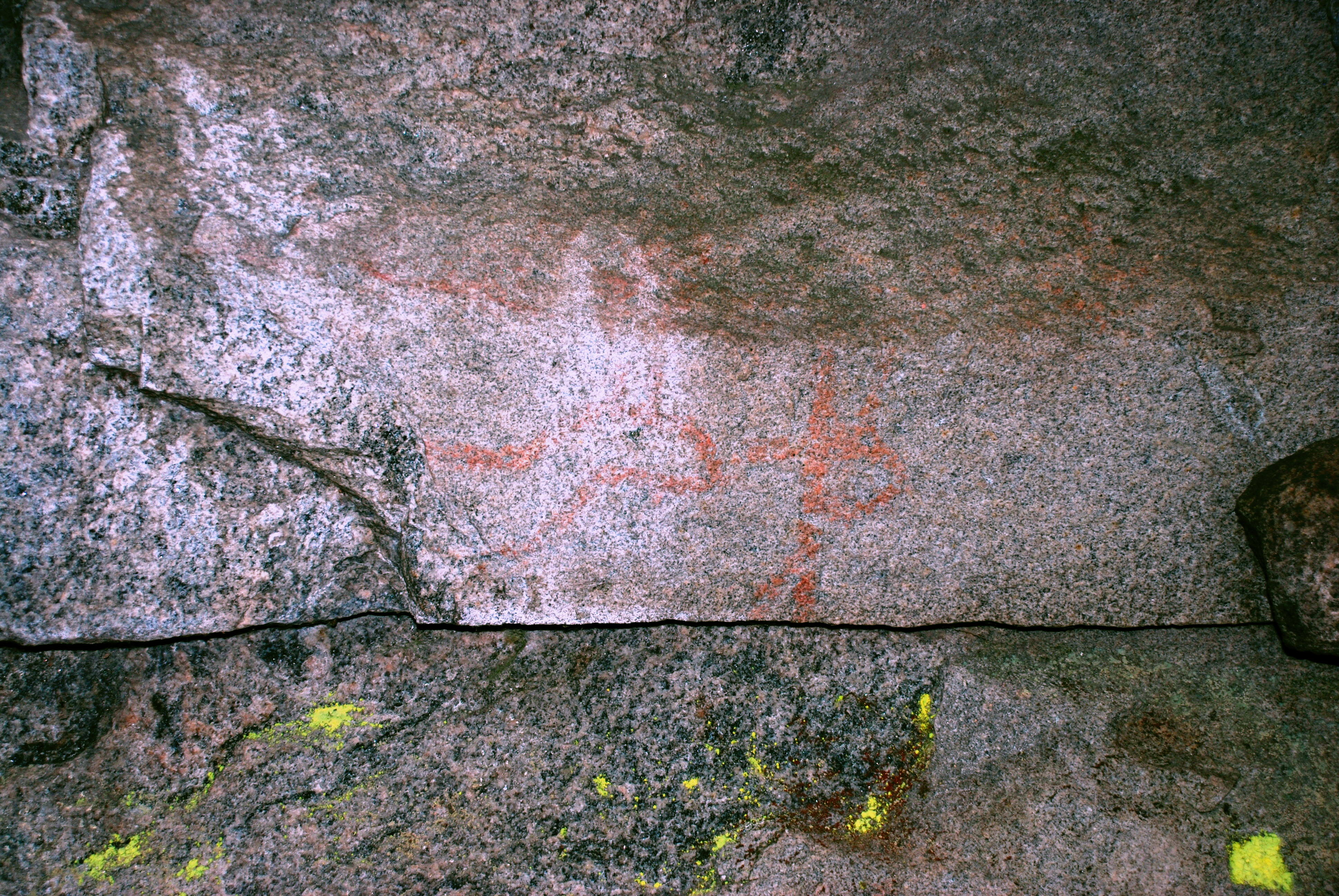
Hoefdieren, Sjajtan-rotsen, Rezj-rivier
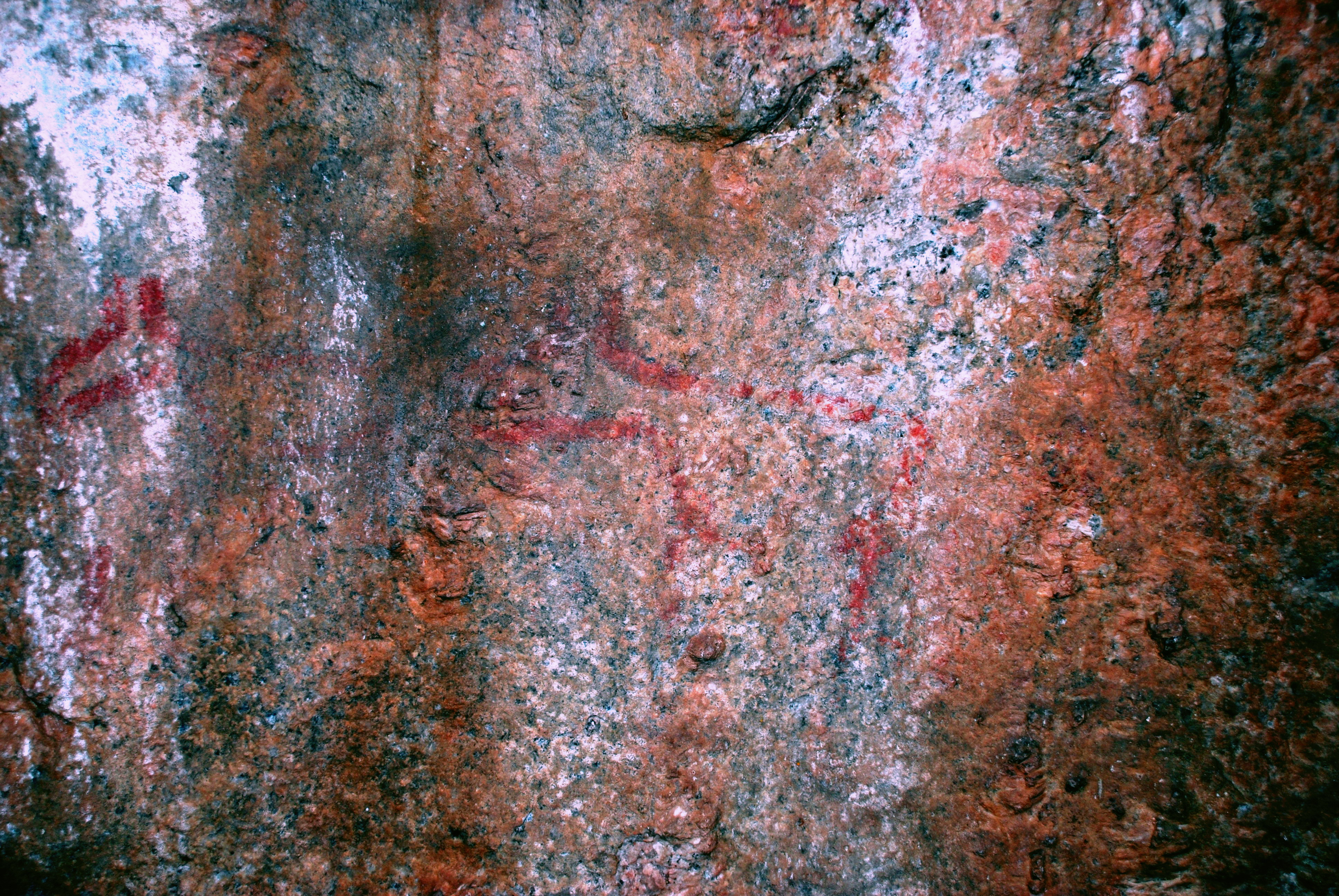
Hoefdieren, Sjaitan-rotsen, Rezj
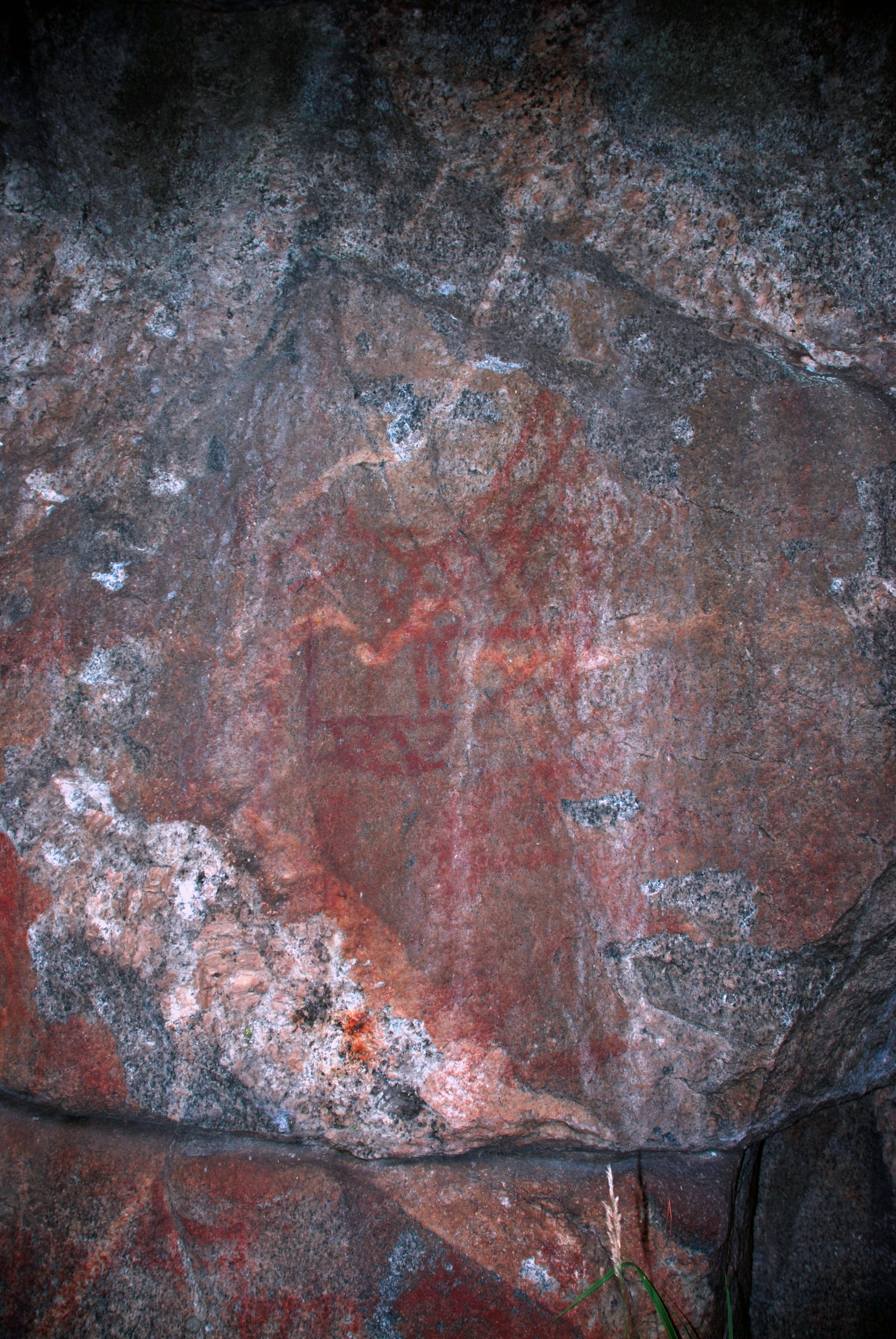
Hoefdieren, vogels en geometrische motieven,
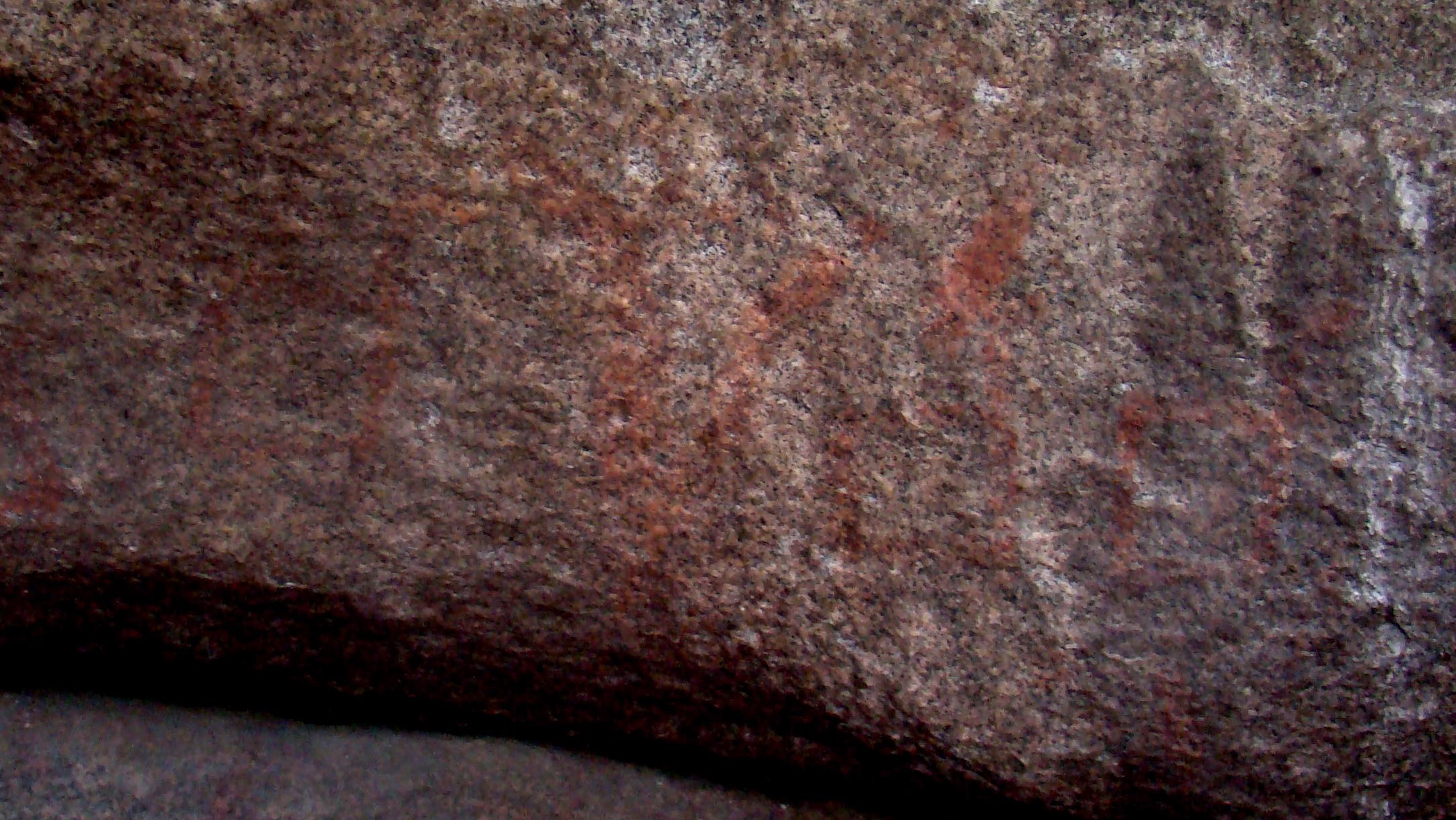
Vogels (eenden), noordelijke tekeningen bij Jekaterinenburg
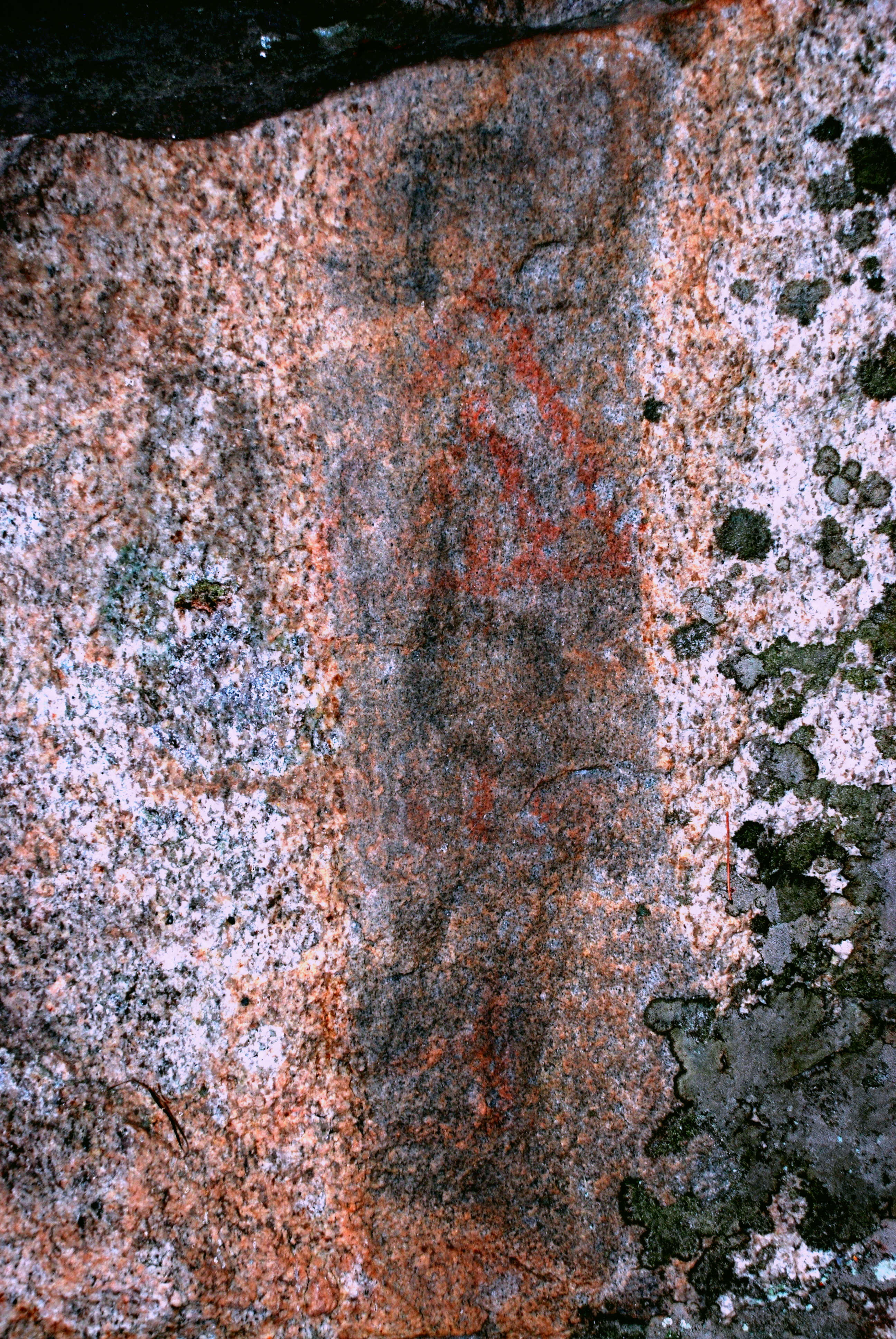
Geometrische motieven, Sjajtan-rotsen, Rezj
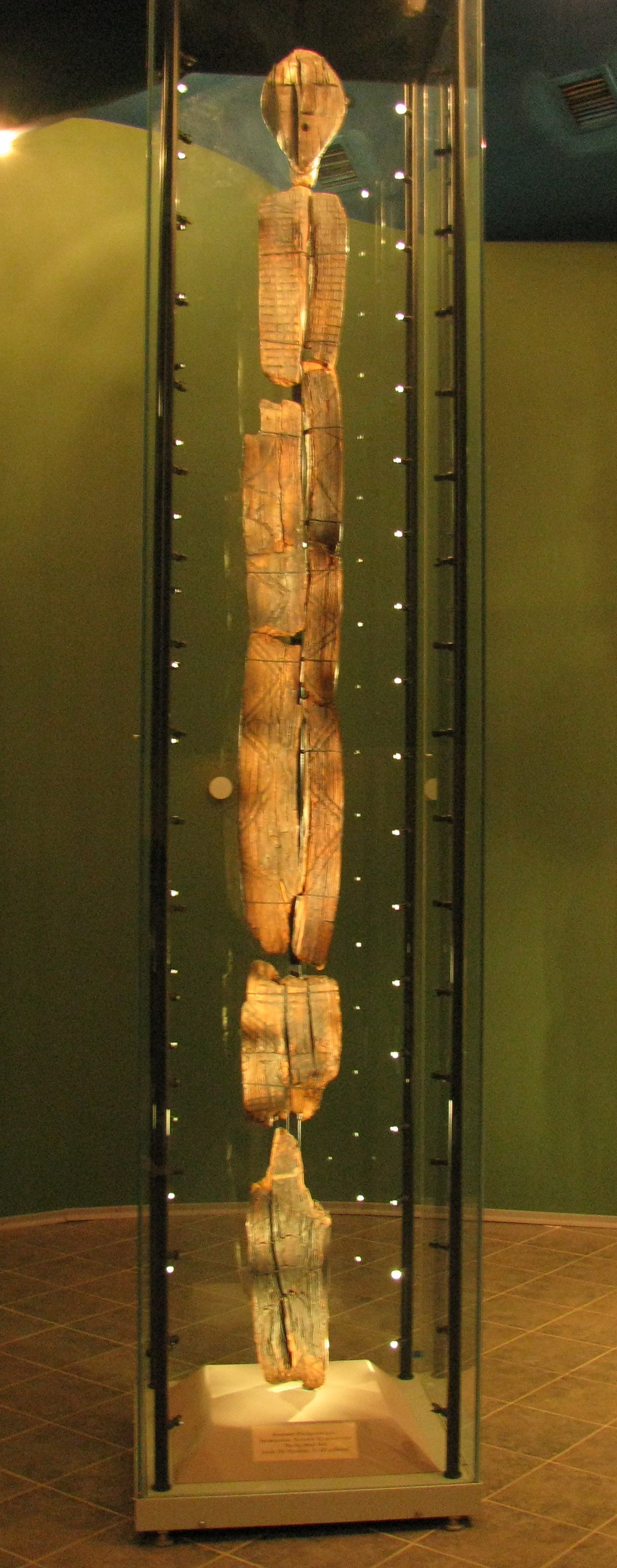
Idool van Sjigir